# Marina Vilanova
Marina Vilanova (Montréal, 27 febbraio 1999) è un'ex sciatrice alpina canadese.

## Biografia
Specialista delle prove tecniche attiva dal dicembre del 2015, in Nor-Am Cup Marina Vilanova ha esordito il 4 febbraio 2016 a Mont-Garceau in slalom gigante (27ª), ha colto due podi, il 16 dicembre 2017 a Panorama e il 13 febbraio 2018 a Whiteface Mountain nella medesima specialità (3ª), e ha preso per l'ultima volta il via il 6 marzo 2023 a Stratton Mountain ancora in slalom gigante, senza completare la prova; si è ritirata al termine di quella stessa stagione 2022-2023 e la sua ultima gara è stata uno slalom gigante FIS disputato il 2 aprile a Stoneham. Non ha debuttato in Coppa del Mondo e non ha ha preso parte a rassegne olimpiche o iridate.

## Palmarès

### Nor-Am Cup
- Miglior piazzamento in classifica generale: 12ª nel 2018
- 2 podi:
  - 2 terzi posti

### Campionati canadesi
- 1 medaglia:
  - 1 argento (slalom gigante nel 2019)